# Marcelo Bratke
Marcelo Bratke (São Paulo, 6 de septiembre de 1960 ) es un pianista brasileño.

## Carrera profesional
Comenzó sus estudios de piano a los 14 años con Zélia Deri.
Dos años después, debutó en la Orquesta Sinfónica del Estado de São Paulo (OSESP) bajo la batuta del director Eleazar de Carvalho, recibiendo el Premio Pianista Revelación de la APCA ( Asociación Paulista de Críticos de Arte).
Hizo su debut europeo en el Festival de Salzburgo en 1988 y desde entonces ha actuado regularmente en salas de conciertos en Brasil y en el extranjero como la Sala São Paulo, Wigmore Hall en Londres, el Suntory Hall en Tokio, el Kozerthaus de Berlín y el Carnegie Hall de Nueva York, entre otras.
Bratke actuó junto a directores como Alexander Lazarev, Isaac Karabtchevsky, Álvaro Cassuto, Eleazar de Carvalho, John Neschling, Roberto Minczuk, João Carlos Martins, entre otros, así como en proyectos crossover con Julian Joseph, Naná Vasconcelos, Thiago Soares, Marco Gambino, Milton Nascimento, Dori Caymmi, Fernanda Takai y Sandy .
En 2008, Marcelo Bratke creó Camerata Brasil, una orquesta formada por músicos jóvenes de sectores desfavorecidos de la sociedad brasileña. Realizaron alrededor de 300 conciertos en Brasil, Argentina, Japón, el Reino Unido, Serbia, Corea del Sur, los Países Bajos y los Estados Unidos, donde actuaron en un concierto en honor a Heitor Villa-Lobos en el Carnegie Hall de la ciudad de Nueva York .
Con la artista visual Mariannita Luzzati, creó el proyecto Cinemúsica, presentado en cárceles brasileñas y después llevado a salas de conciertos en Europa, Brasil y Estados Unidos.
Creó, en 2004, el Proyecto Villa-Lobos Worldwide, que promueve el compositor en acciones que incluyen la grabación de la obra completa para piano solo de Villa-Lobos, a través del sello discográfico británico Quartz Music, conciertos en Brasil y en el exterior y programas de radio y televisión.
Como locutor de radio y televisión, Marcelo Bratke creó y presenta, desde 2015, el programa semanal Alma Brasileira en la radio Cultura FM . En 2017 dirigió y presentó la serie documental de televisión de ocho capítulos sobre Heitor Villa-Lobos titulada “O Tempo e Música - Villa-Lobos” para el Canal Arte 1. En 2020 creó una serie de 20 aberturas musicales con música clásica para TV Bandeirantes y en 2021 dirigió y presentó una serie de documentales para Canal Arte 1 titulada “Música no meu Jardim” sobre Bach, Mozart, Beethoven y Chopin .
En 2017, Marcelo Bratke recibió la Orden al Mérito Cultural (Título: Comandante) otorgada por el presidente de la República Brasileño Michel Temer y el Ministerio de Cultura por su proyecto dedicado a Heitor Villa-Lobos .

## Premios
- 1976 - Premio Revelación - Asociación de Críticos de Arte de São Paulo - APCA (Brasil)[15]
- 1985 - Primer Premio Concorso Internazionale di Musica Città di Tradate (Italia)
- 2002 - Premio Carlos Gomes (Brasil)[16]
- 2011 - 14º Brazilian International Press Award (Reino Unido)[17]
- 2013 - Premio “Touch of Art” en el Festival Internacional de Sarajevo (Bosnia)[18]
- 2017 - Orden del Mérito Cultural (Brasil)
- 2018 - Premio Cidadão São Paulo (Brasil)[19]